# 林金城 (台灣)
林金城（1980年—），生於台灣，中華民國罪犯，因多項前科遭台灣法院通緝中，现擔任泉州台青創業園總負責人。

## 生平
曾有詐欺、恐嚇取財、偽造文書、違反著作權法等多項前科記錄，因詐欺罪等罪嫌遭到台灣台中、金門等法院發布通緝，2020年出境潛逃至中國大陸上海，之後長期居留中華人民共和國。
在中國大陸期間，經由台灣黑道份子的人脈，獲得泉州政協委員黃贊清指派為泉州台青創業園總負責人。
除了仲介台灣人至中國大陸申辦港澳台居民居住证、台湾居民定居证與中华人民共和国居民身份证等中國大陸身份證件之外，林金城自己在中國大陸成立了發財信息科技有限有公司等數間公司，以公司名義向中國的銀行貸取創業貸款，也指導其他人在中國大陸成立公司，向中國大陸各銀行申請貸款的程序。2025年3月，中華民國大陸委員會正式註銷林在中華民國戶籍。